# Hugo Solger

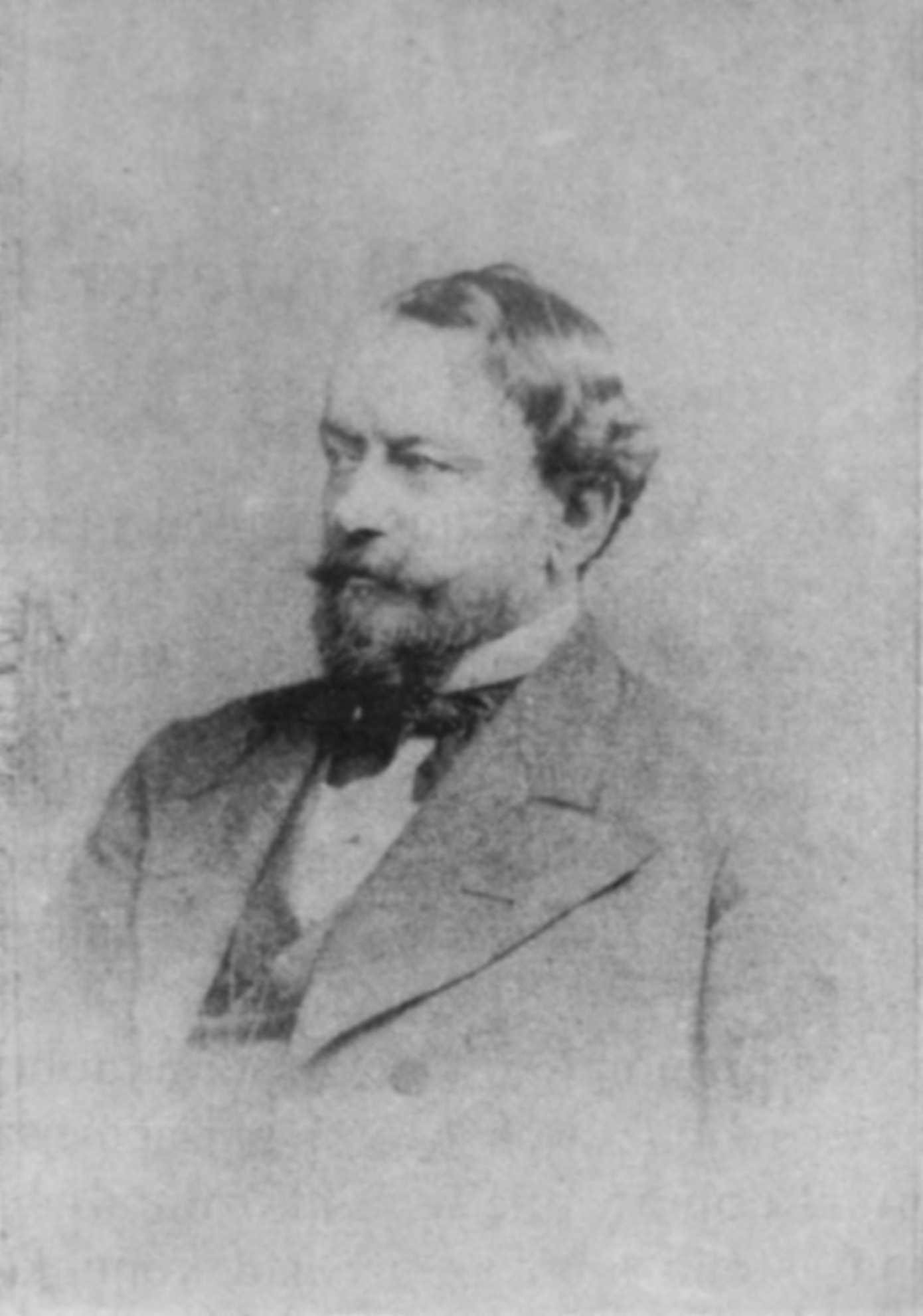
Hugo Solger (1873)

Hugo Solger (* 8. Februar 1818 in Berlin; † 13. Januar 1898 ebenda) war ein deutscher Verwaltungsjurist und Parlamentarier.

## Leben
Hugo Solger studierte Rechtswissenschaften an den Universitäten Berlin und Halle. 1838 gehörte er zu den Stiftern des Corps Pomerania II Berlin. 1846 wurde er Mitglied des Corps Marchia Halle (III). Nach Abschluss der juristischen Ausbildung wurde er 1856 Regierungsreferendar und 1858 Regierungsassessor im Beuthener Landratsamt von Adolph von Tieschowitz. 1860 wurde er zum Landrat des Landkreises Beuthen ernannt. In diesem Jahr legte er einen ausführlichen Bericht über den durch die Montanindustrie geprägten Landkreis Beuthen vor, in dem er die schädlichen Umwelteinflüsse der dortigen Schwerindustrie erstmals thematisierte. Ende 1873/Anfang 1874 wurde er als Oberregierungsrat nach Merseburg versetzt. Von 1877 bis zu seiner Pensionierung 1889 war er als Oberverwaltungsgerichtsrat am Preußischen Oberverwaltungsgericht in Berlin tätig.
Solger saß von 1867 bis 1870 als Abgeordneter des Wahlkreises Oppeln 5 (Beuthen) im Preußischen Abgeordnetenhaus. Er gehörte der Fraktion des Rechten Zentrums an.

## Auszeichnungen
- In Beuthen (heute Bytom) wurde ihm zu Ehren die Solgerstraße benannt.

## Schriften
- Der Kreis Beuthen in Oberschlesien mit besonderer Berücksichtigung der durch Bergbau und Hüttenbetrieb in ihm hervogerufenen eigenthümlichen Arbeiter- und Gemeinde-Verhältnisse, 1860.